# Особливі (роман)
Особливі (англ. Specials) — це третій роман з серії «Некрасиві» (англ. Uglies) авторства американського письменника Скотта Вестерфельда. Він продовжує історію головної героїні, Таллі Янгблад.

## Вступ
Серія «Некрасиві» відбувається через три століття після загибелі сучасної цивілізації, яку знищила бактерія, що зробила нафтопродукти непридатними та викликала хаос. Ті, хто вижив, створили невеликі міста з обмеженим самоврядуванням та обмеженими можливостями подорожей. У 16 років кожна людина проходить операцію, яка посилює імунітет, рефлекси та надає симетричну, пропорційну зовнішність за міжнародним стандартом, через що всі «Красиві» виглядають майже однаково. Також їм імплантують мозкові ураження, які роблять їх спокійними та слухняними.
До операції дітей називають «Некрасивими» і тримають окремо від старших. Пізніше проводяться інші операції, щоб підтримувати їхню красу та приховувати ознаки старіння. Ті, хто займається кар'єрою, яка потребує швидкого мислення, можуть позбутися мозкових уражень. Для членів «Особливих обставин» (спеціального підрозділу безпеки міста) проводять операції, які надають їм лячний вигляд, величезну силу, швидкість і гострі рефлекси. Також їм роблять мозкові операції, які викликають почуття переваги та посилені емоції гніву й ейфорії.

## Сюжет
Третій роман серії починається через два місяці після подій «Красивих», коли Таллі Янгблад стає членом елітної групи «Спеціалісти» — це посилені надлюди, які називають себе «Різаками» і яких заснувала Шей. Вона впровадила ритуал самопошкоджень для досягнення стану «ясності», попри ураження мозку, спрямовані на контроль свідомості. Всі члени групи позбавились цих уражень і живуть у дикій природі. Їх прийняли в «Особливі обставини» і наділили посиленими відчуттями, силою та рефлексами, що зробило їх наймолодшими агентами.
Різаки, до яких належить Таллі, маскуються під «Некрасивих», щоб потрапити на вечірку в Потворне містечко і знайти учасників Нового Диму. Таллі вдається знайти дівчину, яка роздає таблетки, що лікують «милі» ураження мозку. Вона заохочує «Некрасивих» передати таблетки Крімам — колишній групі Таллі та Шей. Різаки намагаються захопити цю дівчину, але вона тікає на ховерборді за допомогою Девіда. Під час переслідування Катери потрапляють у засідку Димників, які використовують передові технології, такі як костюми з інфрачервоним маскуванням і електрична зброя. Димники викрадають Фаусто, одного з Різаків, і залишають Шей та Таллі пораненими.
Дізнавшись, що таблетки призначені для Зейна, Таллі наполягає на тому, щоб побачити свого хлопця, який отримав пошкодження мозку в Новому Прекрасному місті та перебував у лікарні з моменту, як Таллі стала Спеціальною. Таллі з'ясовує, що хоча Зейн і позбавився «милих» уражень, його мозок залишився пошкодженим, і його фізична слабкість тепер викликає у неї відразу.
Вона починає сумніватися, чи не зробили їй операцію на мозку, коли вона стала Спеціальною, що призвело до появи у неї почуття переваги.
Бажаючи показати доктору Кейблу, що Зейн вилікуваний, щоб його зробили Спеціальним, Шей і Таллі проникають до Арсеналу, щоб викрасти щось, що допоможе зняти з Зейна трекер-намисто. Їм вдається це зробити, але вони випадково знищують значну частину Арсеналу, через що місто оголошує підвищену тривогу. Вони починають таємно стежити за Зейном і Крімами, які прямують до Нового Диму, хоча їхні шляхи розходяться, коли Таллі отримує провідника до Нового Диму від свого друга Ендрю Сімпсона Сміта, утікача з резервації примітивної культури. Шей іде за провідником прямо до Диму, але Таллі наполягає на тому, щоб залишитися з Зейном.
Під час подорожі Зейн помічає Таллі й питає про її причини стежити за ним. Вони цілуються, але Таллі все ще відчуває відразу до тремору Зейна і тікає від нього. Таллі продовжує стежити за групою до Нового Диму — міста Дієго, яке вільно приймає втікачів. Воно широко застосовує «милу» терапію, відкидає правила про операції та дозволяє людям виглядати так, як вони хочуть, замість того, щоб відповідати міжнародним стандартам. Таллі дивується цьому, але жахається, дізнавшись, що Дієго починає розширюватися в дику природу, вирубуючи ліси, як це робили Расті.
Таллі знаходить Фаусто на вечірці для новоприбулих втікачів, але розуміє, що його операція на мозку Спеціального була проведена. Він дав усвідомлену згоду перед тим, як стати Спеціальним, прийняти «ліки» для спеціального мозку. Таллі ледве вдається уникнути примусового введення ліків. Її спроба втечі залишає її безпорадною, коли вона стрибає зі скелі, маючи лише браслети для амортизації падіння. Її підбирають до влади Дієго і поміщають під варту через її смертельну силу та «збройні» зуби й нігті, які влада наполягає видалити. Лікарі інформують її, що вона отримала операцію на мозку, яка викликає у неї спалахи гніву й ейфорії, а також почуття переваги, хоча вони не змінюватимуть цього без її згоди. Завдяки Шей Таллі вдається втекти прямо перед початком операції.
Шей і інші Різаки були вилікувані Фаусто, але вони хочуть, щоб Таллі допомогла захистити Дієго від неминучої атаки доктора Кейбла, яка звинувачує так звану Нову систему в нападі на Арсенал. Таллі допомагає евакуювати лікарню, але дізнається після атаки, що Зейн, який щойно пройшов операцію для лікування тремору, помер від ускладнень під час хаосу атаки. Сповнена горя, Таллі одразу вирушає, щоб розповісти доктору Кейблу правду про напад на Арсенал. Незадовго до прибуття в місто вона зустрічає Девіда, який прибув на гелікоптері, щоб встигнути поговорити з нею. Він каже, що досі вірить у її здатність самостійно розв'язати проблему з операцією на мозку, але дає їй інжектор з ліками, щоб вона мала вибір вилікувати себе.
Прибувши до штаб-квартири Спеціальних обставин, Таллі виявляє, що доктор Кейбл і Спеціальні взяли під контроль місто. Доктор Кейбл знає, що Таллі відповідальна за напад, але вирішує використати його, щоб захопити контроль як над цим містом, так і над Дієго. Таллі обманом змушує доктора Кейбл увести собі ліки й потрапляє до підземної в'язниці на місяць. Таллі стежить за новинами, поки доктор Кейбл поступово втрачає контроль над містом, а ліки починають поширюватися. Дієго публікує скани тіла Таллі в статусі Спеціальної та називає її «морфологічним порушенням», а світ обурюється «таємними» експериментами доктора Кейбла над підлітками без їхньої згоди.
Зрештою, Таллі доставляють як останню Спеціальну для «деспеціалізації», але вона чинить опір хірургам і тікає за допомогою доктора Кейбла. Вона стає єдиною справжньою Спеціальною. Вона повертається до Девіда, який досі чекає в Расті Руїнах, і розуміє, що всі її друзі знайшли своє місце в Новій системі. Вона вирішує залишитися в дикій природі, вільною від операцій, і разом із Девідом створить «Нові спеціальні обставини», щоб забезпечити захист природи від надмірностей людства.